# Ute Hommola
Ute Hommola (Alemania, 20 de enero de 1952) es una atleta alemana retirada, especializada en la prueba de lanzamiento de jabalina en la que, compitiendo con la República Democrática Alemana, llegó a ser medallista de bronce olímpica en 1980.

## Carrera deportiva
En los JJ. OO. de Moscú 1980 ganó la medalla de bronce en el lanzamiento de jabalina, llegando hasta 66.56 metros, tras la cubana María Caridad Colón y la soviética Saida Gunba.